# Koninklijke Vlaamse Opera

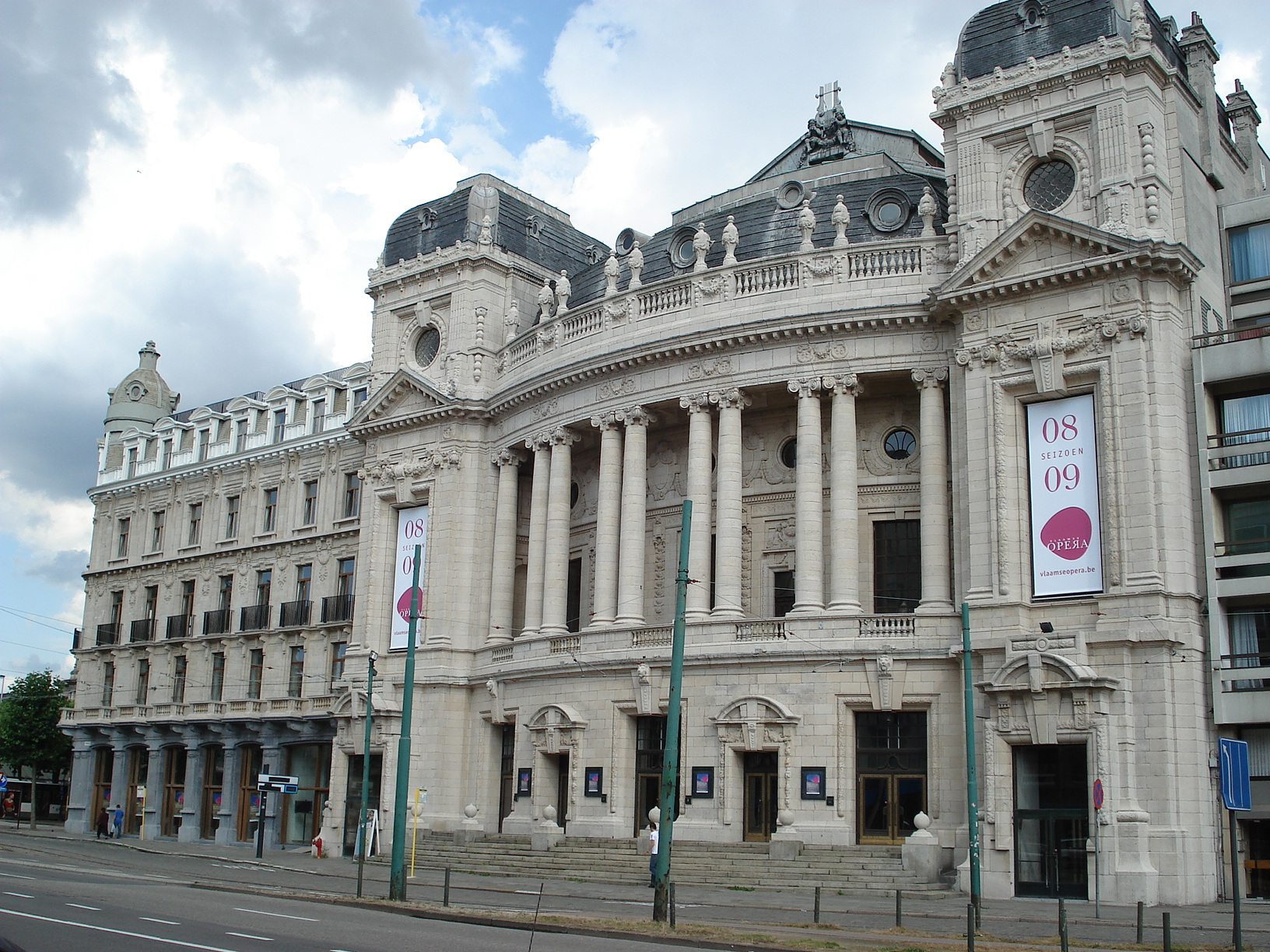
Gebouw van de Koninklijke Opera Antwerpen

De Koninklijke Vlaamse Opera was de bijna 100 jaar oude zelfstandige Antwerpse stadsopera tot aan haar fusie in 1981 met de Koninklijke Opera in Gent. Beide stadsopera's gingen op in de organisatie Opera voor Vlaanderen, in 2014 omgedoopt tot Opera Ballet Vlaanderen.

## Geschiedenis

### Franse Opera
In 1661 openden de Antwerpse Aalmoezeniers de Schouwburgh van de Oude Voetboog op de Grote Markt. Vanaf 1682 konden Antwerpenaars kennismaken met het operagenre, en in het bijzonder met Franse opera's. In 1709 verhuisden de Aalmoezeniers het theater naar het Tapissierspand, de plaats waar de huidige Bourlaschouwburg staat. Reizende gezelschappen brachten hoofdzakelijk Frans, maar ook Italiaans en Nederlands repertoire, zowel gesproken drama als opera. Na een brand in 1746 werd het Tapissierspand als "Grand Théâtre" heropgebouwd in 1753. Tijdens het Hollandse bewind kreeg het promotie tot "Théâtre Royal". Het gebouw werd hoe dan ook te klein en in 1829 vonden er de laatste opvoeringen plaats. In 1834 opende de nieuwe Bourlaschouwburg, waar nog steeds voornamelijk het Franse repertoire aan bod komt.

### Nederlandsch Lyrisch Tooneel
In 1893 richtte de Antwerpse componist en orkestmeester Edward Keurvels (1853-1916) het Nederlandsch Lyrisch Tooneel op, als tegenhanger van het Théâtre royal français of 'de Franse Opera' die toen in de (huidige) Bourlaschouwburg was gevestigd. Samen met de bas Henry Fontaine werd hij ook benoemd tot directeur.

### Koninklijke Vlaamse Opera
Onder impuls van onder andere Peter Benoit gaf burgemeester Jan Van Rijswijck de opdracht tot het optrekken van een nieuw gebouw. Na de sloop van de Criée (een overdekte markthal, die verhuisde naar de Van Wesenbekestraat), werd het gebouw van de latere Koninklijke Vlaamse Opera (KVO) dan tussen 1904-1907 in neobarokke stijl gerealiseerd door de architecten Alexis Van Mechelen en Emiel Van Averbeke. De officiële inhuldiging vond plaats op 17 oktober 1907, en het gebouw was ten slotte in 1909 volledig afgewerkt. Vanaf 1907 gebruikte men officieel de naam Vlaamse Opera, en vanaf 1920 Koninklijke Vlaamse Opera.
De Franse opera in de Bourla-schouwburg werd opgeheven in 1933. Vanaf 1934 werd dit "Théâtre Royal" de pleisterplek van de Koninklijke Nederlandse Schouwburg. Onder impuls van de toenmalige directeur Jef Sterkens zou de Vlaamse Opera zich nu ook - naast de traditionele Vlaamse, vertaalde of Duitse opera's - meer en meer gaan toeleggen op Franse en Italiaanse opera's, tot een volwaardig opera-instituut. De KVO werd opgeheven in 1981 wegens de fusie.

## Leiding
| Directeurs           | Directeurs | Directeurs         | Directeurs |
| -------------------- | ---------- | ------------------ | ---------- |
| Edward Keurvels      | 1893-1898  | Bernard Tokkie     | 1923-1932  |
| Henry Fontaine       | 1893-1898  | Flor Bosmans       | 1932-1935  |
| Karel van Walle      | 1898-1902  | Jef Sterkens       | 1935-1942  |
| Jef Judels           | 1902-1909  | Joris Diels        | 1942-1944  |
| Bernard Tokkie       | 1902-1909  | August L. Baeyens  | 1944-1948  |
| Henry Fontaine       | 1909-1914  | Karel Bogaers      | 1948-1951  |
| Gesloten tijdens WOI | 1914-1918  | Robert Herberigs   | 1951-1953  |
| Henry Fontaine       | 1918-1922  | August L. Baeyens  | 1953-1958  |
| Opera gesloten       | 1920-1921  | Renaat van Zundert | 1953-1958  |
| Flor Alpaerts        | 1922-1923  | Mina Bolotine      | 1958-1961  |
| Arthur Steurbout     | 1922-1923  | Renaat Verbruggen  | 1961-1974  |
| Fé Derickx           | 1923-1932  | Sylvain Deruwe     | 1974-1980  |

| Dirigenten             | Dirigenten | Dirigenten           | Dirigenten |
| ---------------------- | ---------- | -------------------- | ---------- |
| Edward Keurvels        | 1893-1899  | Jef Keurvels         | 1893-1899  |
| Emile Wambach          | 1899-1900  | Brahm Van den Bergh  | 1899-1901  |
| Jan Kwast              | 1900-1901  | Martin Lunssens      | 1901-1902  |
| Julius Schrey          | 1901-1914  | Edward Keurvels      | 1902-1908  |
| Antoon Dubois          | 1908-1909  | Karel Candael        | 1909-1910  |
| Jules De Vos           | 1910-1911  | Alfons Cluytens      | 1910-1912  |
| Karel Walpot           | 1911-1912  | Cesar Borre          | 1912-1913  |
| Oscar Becker           | 1913-1914  | Opera gesloten       | 1914-1918  |
| Julius Schrey          | 1918-1931  | Alfons Cluytens      | 1919-1920  |
| Opera gesloten         | 1920-1921  | Renaat Veremans      | 1921-1931  |
| Flor Bosmans           | 1921-1922  | Karel Candael        | 1923-1925  |
| Flor Bosmans           | 1923-1932  | Henri Claessens      | 1928-1931  |
| Hendrik Diels          | 1931-1944  | Renaat Veremans      | 1932-1944  |
| Karel Candael          | 1933-1935  | Julius Schrey        | 1935-1937  |
| Daniël Sternefeld      | 1937-1940  | Kurt Von Tenner      | 1941-1943  |
| Maurits Veremans       | 1942-1944  | Ernest van der Eyken | 1943-1944  |
| Ludwig Kaufmann        | 1943-1944  | Hugo Lenaerts        | 1944-1958  |
| Daniël Sternefeld      | 1944-1948  | Hendrik Crabeels     | 1945-1946  |
| Johannes Den Hertog    | 1948-1958  | Gerard Horens        | 1951-1953  |
| Steven Candael         | 1951-1952  | Hendrik Crabeels     | 1954-1958  |
| Daniël Sternefeld      | 1958-1961  | Hans Lichtenstein    | 1958-1961  |
| André Vandernoot       | 1958-1961  | Luigi Martelli       | 1958-1978  |
| Frits Celis            | 1959-1980  | Walter Crabeels      | 1961-1969  |
| Silveer Van den Broeck | ~1978      |                      |            |

| Regisseurs     | Regisseurs      | Regisseurs         | Regisseurs            |
| -------------- | --------------- | ------------------ | --------------------- |
| Fé Derickx     | 1894~ 1912-1923 | Henry Engelen      | ~1905~1909 ~1922~1928 |
| Gust Maes      | ~1932~1935      | Lode Plaum         | ~1932~1934            |
| Karel Schmitz  | ~1933~1941      | Paul Van den Borne | ~1961~1964            |
| Edward Deleu   | ~1961~1967      | Anton van de Velde | ~1961~1966            |
| José Berckmans | ~1964~1967      | Walter Eichner     | ~1966~1971            |
| André Leclair  | ~1967~1969      | Jos Serluppens     | ~1976~1988            |